# Марзаган (Гояс)
Марзаган (порт. Marzagão) — муниципалитет в Бразилии, входит в штат Гояс. Составная часть мезорегиона Юг штата Гойас. Входит в экономико-статистический микрорегион Мея-Понти. Население составляет 2301 человек на 2006 год. Занимает площадь 228,091 км². Плотность населения — 10,1 чел./км².

## История
Город основан в 1949 году.

## Статистика
- Валовой внутренний продукт на 2003 год составляет 11 053 648,00 реалов (данные: Бразильский институт географии и статистики).
- Валовой внутренний продукт на душу населения на 2003 год составляет 5199,27 реалов (данные: Бразильский институт географии и статистики)
- Индекс развития человеческого потенциала на 2000 год составляет 0,779 (данные: Программа развития ООН).

## География
Климат местности: тропический. В соответствии с классификацией Кёппена, климат относится к категории Tr.